# Liederkreis op. 39 (Schumann)
Le Liederkreis op. 39 est un cycle de mélodies (pour voix et piano) composées en 1840 par Robert Schumann sur douze poèmes de Joseph von Eichendorff. Publié dans une première version imprimée en 1842  chez Haslinger à Vienne, le cycle complet est créé par Julius Stockhausen le 21 octobre 1862 dans la salle du Gürzenich de Cologne. Certains chants connaissent une grande popularité du vivant du compositeur. La popularité est telle qu'aujourd'hui encore, le cycle est considéré comme une part importante du répertoire romantique allemand.

## Relation entre Schumann et Eichendorff
Des extraits de poèmes d'Eichendorff, que Robert Schumann a fait précéder dans sa Neue Zeitschrift für Musik de quelques critiques de compositions de lied et de musique sacrée ainsi que de thèmes spirituels en général, montrent qu'il avait largement de Eichendorff l'image traditionnelle du poète pieux.
Au total, 21 poèmes d'Eichendorff ont été conservés pour la postérité dans des mises en musique de Robert Schumann, dont 12 dans le Liederkreis op. 39, qu'il qualifia de « tout ce qu'il y a de plus romantique » dans une lettre du 22 mai 1840 adressée à Clara Wieck, sa future épouse. Eichendorff entendit quelques chants du Liederkreis en janvier 1847 lors d'une rencontre à Vienne. Il assura à Clara que la musique de Schumann avait d'abord donné vie à ses lieder.

## Genèse
L'année 1840 est entrée dans la biographie de Robert Schumann comme ce que l'on appelle « l'année du lied » ; cette année-là, il a composé environ la moitié de toute sa production de lieder. Avant cela, il avait composé presque exclusivement de la musique pour piano. En tant qu' « esprit allemand » moderne, Schumann avait d'abord donné la préférence à la musique absolue dans le conflit d'esthétique musicale du XIXe siècle et avait placé la musique vocale « en dessous de la musique instrumentale et ne l'avait jamais considérée comme un grand art », comme il l'écrivait en 1839 à Hermann Hirschbach. L'ajout « Mais n'en parlez à personne ». dans la même lettre témoigne cependant de son changement d'attitude à cette époque. Mais en même temps, le compositeur n'a pu trouver un style de lied tout aussi personnel que grâce à l'évolution préalable de son style de piano, qui associe la phrase expressive déjà éprouvée au piano à des mélodies vocales claires. L'écriture du Liederkreis op. 39 a lieu entre le 1er et le 22 mai 1840. La première impression a lieu en 1842 aux éditions Haslinger de Vienne.

### Sélection de poèmes
Tous les textes des lieder du cycle ont été tirés de la première édition des poèmes de Joseph von Eichendorff, publiée à Berlin en 1837, dans laquelle ont également été inclus des poèmes qui avaient initialement leur place dans des textes en prose d'Eichendorff. En avril 1840, Clara Wieck envoie des copies de certains poèmes d'Eichendorff à Robert Schumann, qui lui avait demandé d'en faire des copies. Ces poèmes se trouvent dans Abschriften von Gedichten zur Composition. Gesammelt von Robert und Clara Schumann vom Jahre 1839 an. Presque tous les thèmes de la poésie d'Eichendorff y sont représentés, seuls manquent les chants d'étudiants et ceux au contenu fortement religieux. Il n'est pas possible de savoir si le choix des poèmes a été fait par Clara ou Robert Schumann, ou par les deux. L'ordre des transcriptions de poèmes pour composition suit l'ordre de l'édition d'Eichendorff de 1837. Ces textes ne forment pas un cycle chez Eichendorff.
À certains endroits, on trouve des modifications dans les textes mis en musique par Schumann, qui sont peut-être dues à des erreurs de transcription, mais qui pourraient aussi être en partie des retouches intentionnelles visant à renforcer le message d'un lied dans une certaine direction.

## La structure du cycle

### Disposition des mélodies
La version originale du cycle présentait encore une autre disposition des lieder, dans laquelle le caractère sombre prédominait : Waldesgespräch - In der Fremde (De la patrie) - Mondnacht - Intermezzo - Schöne Fremde - In der Fremde (Ich hör') - Wehmut - Frühlingsnacht - Die Stille (Le silence) - Zwielicht - Im Walde - Auf einer Burg. Ce choix pourrait être justifié par la situation de Schumann à l'époque, où sa relation avec Clara était désapprouvée par son père. Le vieux chevalier du lied Auf einer Burg peut également être compris ici comme un portrait de l'implacable Friedrich Wieck. Mais après qu'une décision de justice, le 1er août 1840, eut déclaré le mariage du couple légal, le compositeur réorganisa le cycle : Il divisa les douze lieder en deux fois six, plaçant principalement les contenus positifs dans la première moitié et les contenus plus sombres dans la seconde. Aux deux extrémités de chaque partie, il a placé les lieder optimistes Schöne Fremde et Frühlingsnacht. La dernière ligne du cercle de chansons dans cette disposition, l'exclamation triomphale « Elle est à toi, elle est à toi ! » met en évidence le contexte autobiographique.
L'interaction entre les tonalités, les mesures, les tempos et les émotions exprimées dans les différents lieder et dans l'ensemble du cycle est présentée dans le tableau ci-contre :
| Titre          | Chiffres indicateurs | Tempo             | Tonalité    |
| -------------- | -------------------- | ----------------- | ----------- |
| In der Fremde  | 4/4                  | Nicht schnell     | Fa # m      |
| Intermezzo     | 2/4                  | Langsam           | La M        |
| Waldesgespräch | 3/4                  | Ziemlich rasch    | Mi M        |
| Die Stille     | 6/8                  | Nicht schnell     | Sol M       |
| Mondnacht      | 3/8                  | Zart, heimlich    | Mi M        |
| Schöne Fremde  | 4/4                  | Innig, bewegt     | Si M        |
| Auf einer Burg | 4/4                  | Adagio            | Mi m / La m |
| In der Fremde  | 2/4                  | Zart, heimlich    | La m        |
| Wehmut         | 3/4                  | Sehr langsam      | Mi M        |
| Zwielicht      | 4/4                  | Langsam           | Mi m        |
| Im Walde       | 6/8                  | Ziemlich lebendig | La M        |
| Frühlingsnacht | 2/4                  | Ziemlich rasch    | Fa # M      |

Cette liste est particulièrement instructive en ce qui concerne les caractéristiques des tonalités de Schumann : tous les lieder sont en tonalités croisées, l'arc allant de fa dièse mineur (souvent utilisé par Schumann pour les humeurs douloureuses) du premier lied à fa dièse majeur (sa « tonalité de jubilation ») à la fin. Entre les deux, les lieder avec les toniques mi et la prédominent, surtout dans la deuxième partie.
En ce qui concerne le choix des mesures, on remarque qu'à l'exception des deux lieder du milieu, deux mesures identiques ne se suivent jamais et que les lieder en mi majeur sont tous à trois temps.

## Analyse musicale
En général, le cycle est divisé en deux parties. Celles-ci découlent de la disposition des contenus et des tonalités mentionnée ci-dessus, mais n'ont pas été expressément fixées par Schumann.

### Première partie
Le cycle s'ouvre sur le lied In der Fremde, qui est chanté à la guitare dans la nouvelle Viel Lärmen um nichts d'Eichendorff. Ce détail se retrouve dans l'accompagnement arpégé au piano de Schumann. Au deuxième couplet du lied, après les mots « Wie bald », apparaît pour la première fois au piano la quinte ascendante, qui est un motif récurrent important du Liederkreis et qui véhicule toujours des contenus positifs. Ici, elle symbolise l'espoir, même si c'est l'espoir de la mort.
Mais dès le morceau suivant, l'Intermezzo, qui est dans la tonalité d'amour la majeure, le motif de la quinte suit le mot « wunderselig ». Ce deuxième lied est basé sur un poème qu'Eichendorff avait écrit en 1810, probablement pour sa fiancée Luise von Larisch. Le compositeur transpose le texte merveilleux, « flottant sur des métaphores », avec des syncopes tout aussi flottantes dans l'accompagnement.
La conversation sur la forêt qui suit se présente sous forme de dialogue ; dans le roman Ahnung und Gegenwart, elle est également présentée sous forme de conversation alternée. Les deux personnages sont représentés par Schumann dans deux sphères musicales différentes : Alors que les paroles du cavalier sont accompagnées de rythmes pointés et de quintes de cor, la sorcière Lorelei est d'abord accompagnée d'accords de harpe sur un point d'orgue, puis d'accords altérés dramatiques. C'est surtout dans ce lied que l'on voit aussi la musicalité du modèle d'Eichendorff, lorsque l'homme préfère des mots courts et riches en consonnes, mais que la sorcière préfère des mots avec des voyelles longues et sombres.
Le lied suivant, Die Stille, est certes tiré du même roman que Waldesgespräch (Conversation dans la forêt), mais il introduit une tout autre ambiance : il traite d'un amour refoulé, mais qui explose intérieurement. Schumann le met donc en musique comme une mesure heureuse à 6/8 en sol majeur, mais en atténue l'expression par l'indication de lecture Nicht schnell, immer sehr leise et par les notes courtes et soufflées de la voix au début. Ce n'est qu'aux mots « Ich wünscht', ich wäre ein Vöglein » que commence une courbe mélodique expressive, qui est cependant à nouveau étouffée peu après, Schumann modifiant le modèle et reprenant la première strophe du poème à la fin.
La Nuit de la lune (Mondnacht) est probablement le lied le plus connu du cycle et l'une des créations les plus populaires de Schumann, car la musique et la poésie se complètent ici de manière unique : Le texte séduit par son expression simple, mais qui éveille de profondes associations d'idées, et introduit dès le début une sorte de situation onirique avec un subjonctif. Musicalement, cette idée est mise en œuvre par des accords dominants, comme l'accord de neuvième dès le début, et par la répétition pulsative de certaines notes ou intervalles, réinterprétés harmoniquement. Alors que les quatre premiers demi versets sont toujours chantés avec la même mélodie, la ligne « Und meine Seele spannte ...» emprunte une nouvelle voie harmonique et mélodique, ce qui rend l'envol de l'âme audible et perceptible.
La première partie du cercle de chants se termine par la mélodie Schöne Fremde. Dans ce poème également, nous retrouvons une situation nocturne typique d'Eichendorff, qui semble d'abord incertaine et dangereuse, mais qui culmine finalement dans une prédiction de « grand bonheur ». Schumann met en musique ce climax en rendant l'harmonie plutôt diffuse au début et en n'établissant pas encore de tonique claire - ce n'est qu'à la fin du lied que le si majeur devient clairement reconnaissable comme tonalité de base. Dans cette dernière strophe, la quinte, qui jouait un rôle important auparavant, est également élargie à la sixte, qui constitue également l'intervalle le plus important dans l'épilogue au piano.

### Seconde partie
Dès le début de Auf einer Burg, une quinte descendante est présentée, qui, symétriquement au leitmotiv ascendant de la première partie, constitue la caractéristique de conception marquante de la deuxième moitié. Le lied décrit une situation figée autour d'un chevalier mort et pétrifié, ce qui est illustré par des harmonies statiques, avançant paresseusement et aux tonalités d'église anciennes. De même, Schumann fait délibérément allusion à des styles musicaux plus anciens avec la seule indication de tempo italienne (adagio) et la semi conclusion sur laquelle se termine le lied.
Bien que le chant suivant, J'entends (In der Fremde), ait à première vue un contenu totalement différent, il est étroitement lié à Auf einer Burg. D'une part parce que son la mineur résout l'accord de mi majeur précédent, d'autre part parce que les deux chansons se ressemblent beaucoup au niveau des motifs, comme le montre l'illustration ci-dessus. La quinte descendante se retrouve en outre ici dans les guirlandes de doubles croches récurrentes du piano (en bleu sur l'illustration).
Dans le lied Wehmut, le poète lui-même prend la parole et compare ses chants à ceux du rossignol, que tout le monde écoute avec plaisir, sans en percevoir la souffrance intérieure. Schumann conçoit l'accompagnement du lied de manière très simple et homophonique, afin de mettre le texte et sa mélodie au premier plan et d'en détourner l'attention par des idées musicales supplémentaires. Il est possible qu'il veuille ainsi montrer qu'il s'agit ici de bien plus que de la simple représentation romantique d'un moi lyrique, qu'il veut plutôt vraiment raconter quelque chose sur lui-même. Ce n'est que dans la dernière strophe que la partie de piano devient un peu plus indépendante et exprime dans l'épilogue la « profonde souffrance » par une descente chromatique dans la basse.
L'une des créations les plus étranges et les plus sombres d'Eichendorff est le poème Zwielicht (à nouveau tiré de Ahnung und Gegenwart), dans lequel le danger est mis en garde contre toute direction, même celle du meilleur ami. Ici aussi, le matériau du prélude est tiré de la quinte descendante, cette fois-ci diminuée : Dans la première mesure, l'intervalle sol-do dièse est utilisé, dans la deuxième, l'intervalle fa-si. Ce prélude constitue la structure harmonique de base sur laquelle reposent toutes les strophes. Schumann compose en outre dans Zwielicht les figures musicales les plus diverses afin de souligner acoustiquement l'atmosphère ambivalente. Ainsi, on retrouve dans la voix les figures suivantes : Kyklosis, Soupirs et Exclamatio. En outre, le récitatif est utilisé à plusieurs endroits. Dans l'accompagnement par les instruments, on retrouve les figures musicales suivantes : Triton, Dubitatio, Extensio et Anabasis. La rythmique est également partiellement voilée afin de souligner acoustiquement l'aspect du danger imminent.
Le lied Im Walde commence comme un joyeux scherzo de chasse dans une mesure 6/8 assez vivante, où il est question d'un joyeux mariage, mais change d'humeur pour devenir négatif lorsque le narrateur reste seul. Le mouvement galopant en alternance de croches et de noires s'arrête. Le poème s'achève sur le vers « Und mich schauderts im Herzensgrund », dans lequel Schumann fait descendre la voix jusqu'au la mineur, la note la plus grave du cycle. Juste avant la fin triomphale, un dernier creux émotionnel a donc lieu.
Cette fin extatique est atteinte dans le dernier lied, Frühlingsnacht, dans lequel la musique crée dès le début une atmosphère joyeusement excitée : les harmonies forment une chaîne entraînante d'accords de septième, les accords aigus pulsent en triolets de doubles croches qui ne s'arrêtent toujours qu'à la fin de chacune des trois strophes. Au cours de la deuxième strophe, un nouveau motif oscillant vers le haut est introduit, qui s'élargit à la septième à la fin de la chanson, sur les mots « Elle est à toi, elle est à toi » (exemple musical à gauche). Là où, à la fin de la première partie, la quinte ascendante avait été élargie à la sixte, le cycle culmine maintenant dans la septième qui s'étend encore plus loin. Mais dans le postlude au piano, c'est à nouveau la quinte qui domine, ce qui referme le cercle des motifs de l'ensemble de l'œuvre.

## Discographie (sélective)
Une interprétation du Liederkreis serait, entre autres, celle de Dietrich Fischer-Dieskau et Gerald Moore, telle qu'elle a été enregistrée en direct lors du festival de Salzbourg en 1959 (Orfeo C 140301 B).
Il y a également l'enregistrement de Fischer-Dieskau avec Christoph Eschenbach (avec Dichterliebe et Myrthen) datant de 1975.
La maison de disques Eterna de RDA a sorti en 1975 un enregistrement du cycle réalisé en 1972 avec Peter Schreier et Norman Shetler (Eterna 8 26 498).
Un autre exemple est l'enregistrement de Thomas Quasthoff (RCA/Sony BMG, 1993).
Il existe des interprétations avec voix de femme de Sena Jurinac accompagnée par Franz Holletschek (1952, Westminster), Janet Baker accompagnée par Daniel Barenboim (EMI 1968/1975), Arleen Augér avec Walter Olbertz (Eterna 8 27 226), Jessye Norman (Philips/Universal, 1987), Margaret Price accompagnée par Graham Johnson (1991, Hyperion), Soile Isokoski accompagnée par Marita Viitasalo (1993, Finlandia Records 1995) et par Anne Schwanewilms accompagnée par Manuel Lange (Capriccio, 2013).

## Littérature
- Theodor W. Adorno, Schumanns Lieder-Kreis nach Eichendorff-Gedichten op. 39. Collection Akzente. Zeitschrift für Dichtung. München 1958

- Eckart Busse, Die Eichendorff-Rezeption im Kunstlied. Versuch einer Typologie anhand von Kompositionen Schumanns, Wolfs und Pfitzners. Eichendorff-Gesellschaft, Würzburg 1975

- Dietrich Fischer-Dieskau, Robert Schumann. Das Vokalwerk. Deutscher Taschenbuch Verlang, München 1985,  (ISBN 3423104236).

- Reinhold Brinkmann, Schumann und Eichendorff: Studien zum Liederkreis opus 39 Ed Text+Kritik, München 1997  (ISBN 3883775223)

- Christiane Tewinkel, Vom Rauschen singen. Robert Schumanns ‚Liederkreis‘ op. 39 nach Gedichten von Joseph von Eichendorff (= Epistemata 482), Würzburg 2003  (ISBN 3-8260-2652-7)